# Maria Esther Maciel
Maria Ester Maciel de Oliveira Borges (Patos de Minas, 01 de fevereiro de 1963) é uma poeta, ensaísta, escritora e professora universitária brasileira.
Membro da Academia Mineira de Letras, é professora colaboradora de teoria literária na Universidade de Campinas (Unicamp) e autora de diversos livros, entre ficção, ensaios e poesia.

## Biografia
Nascida em Patos de Minas, em 1963, Ester ingressou no curso de Letras da Universidade Federal de Minas Gerais (UFMG) em 1981. Fez mestrado (1990) e doutorado (1995) em Estudos Literários pela mesma instituição e atualmente vive em Belo Horizonte. É professora titular de literatura comparada na UFMG e atualmente atua como professora colaboradora de teoria literária na Unicamp. Coordenou o Transverso - Fórum de Criação e Estudos Poéticos. Fez Pós-Doutorado em Literatura e Cinema na Universidade de Londres e em Literatura Comparada pela USP. Foi cronista semanal do Caderno de Cultura, do jornal Estado de Minas, entre 2011 e 2014. É membro da Academia Mineira de Letras e coordena a Revista Olympio - literatura e arte.

## Publicações
Estreou na ficção com O livro de Zenóbia, finalista do prêmio Portugal Telecom de 2005. Seu segundo romance, O livro dos nomes, foi finalista do Prêmio São Paulo de Literatura, do Prêmio Portugal Telecom e do Prêmio Jabuti em 2009. Recebeu menção especial no Prêmio Casa de las Américas 2009. Foi uma dos representantes do Brasil na Feira do Livro de Frankfurt em 2013. Participou da mesa "O Falcão e a Fênix" na Feira Literária de Paraty em 2016. Tem artigos, textos literários e resenhas publicados em vários periódicos do Brasil e do exterior.

## Obras
- Essa coisa viva (ficção). São Paulo, Todavia, 2024.
- Animalidades: zooliteratura e os limites do humano (ensaio). São Paulo, Instante, 2023)
- Pequena enciclopédia de seres comuns (poesia) São Paulo, Todavia, 2021
- Longe, aqui. Poesia incompleta 1998-2019. (poesia), Belo Horizonte, Quixote+Do / Tlön Edições, 2020
- Zoopoéticas contemporâneas (ensaios) Lisboa: Oca Editorial, 2020, Col. Ultramares
- M de memória (memorial acadêmico) Belo Horizonte: Tlön Edições, 1ª edição, nov. 2018, 2ª edição (revista e atualizada), maio 2020, em e-book:  http://online.pubhtml5.com/opbz/yhhx/
- Literatura e animalidade. Rio de Janeiro: Civilização Brasileira, 1ªedição 2016, 2ª edição 2021, 3a. edição 2023
- A vida ao redor (crônicas) Belo Horizonte, Scriptum, 2015
- Pensar/escrever o animal – ensaios de zoopoética e biopolítica (org., ensaios) Florianópolis, EdUFSC, 2011.
- As ironias da ordem – coleções, inventários e enciclopédias ficcionais. Belo Horizonte, Editora UFMG, 2010.
- O livro dos nomes (ficção). São Paulo: Companhia das Letras, 2008.[6]
- O animal escrito - um olhar sobre a zooliteratura contemporânea (ensaio) São Paulo, Lumme, 2008.
- O livro de Zenóbia (ficção) Rio de Janeiro, Lamparina, 2004.
- A memória das coisas – ensaios de literatura, cinema e artes plásticas (ensaios). Rio de Janeiro, Lamparina, 2004.
- O cinema enciclopédico de Peter Greenaway (org. ensaios). São Paulo, Unimarco, 2004.
- Voo transverso: ensaios sobre poesia e modernidade. Rio de Janeiro: 7 Letras/FALE-UFMG, 1999.
- A palavra inquieta: homenagem a Octavio Paz (org. ensaios) São Paulo, Autêntica, 1999.
- Triz (poemas) Belo Horizonte: Orobó, 1998. 2ª edição 1999;
- As vertigens da lucidez: poesia e crítica em Octavio Paz (ensaio) São Paulo, Experimento, 1995.
- Dos haveres do corpo (poemas) Belo Horizonte, Terra, 1984;